# The Hermit (film 1914)
The Hermit è un cortometraggio muto del 1914 diretto da Thomas Ricketts. Prodotto dalla Flying A e distribuito dalla Mutual, il film aveva come interpreti Ed Coxen, Winifred Greenwood, George Field, Charlotte Burton.

## Trama
Mentre si trova in campagna durante una gita in automobile con degli amici, Grace King scopre un luogo pittoresco e un eremita. La personalità dell'uomo la colpisce talmente che Grace lo invita a pranzare insieme a loro sotto agli alberi. La ragazza riesce a convincere l'eremita a raccontare la sua storia.
 
Vent'anni prima, lui era giovane, ricco e innamorato. Amava riamato. Ma suo fratello Tom, innamorato pure lui della stessa ragazza, quando aveva saputo che lei avrebbe sposato il fratello, aveva ceduto, spinto dalla passione e dallo spirito di vendetta, a un basso istinto: l'aveva fatta addormentare con il cloroformio per poi rapirla. Lui, John, avvertendo che la fidanzata era il pericolo, era andato a cercarla, scontrandosi con il rapitore che lo aveva colpito e lasciato svenuto. Quando lei si era risvegliata, aveva gridato aiuto, precipitandosi in casa. Tom, rendendosi conto del pericolo, aveva messo la propria maschera addosso a John, ancora svenuto, lasciandogli anche la sua pistola in mano per poi fuggirsene via. La polizia aveva di conseguenza creduto che il rapitore fosse stato John e lui non aveva potuto fare niente per difendersi. Condannato a sette anni di carcere, era stato lasciato anche dalla fidanzata, che aveva creduto alla sua colpevolezza e che aveva sposato il fratello. Uscito di carcere, John non aveva voluto più vedere nessuno e se n'era andato via, per vivere da eremita in California.

Finita la storia, l'eremita mostra la foto della donna amata e perduta. Con un grido di sorpresa, Grace riconosce nella foto sua madre. Chiede allora all'eremita di venire via con lei, per ritrovarla. Ma lui si nega. Le mostra una lettera che ha ricevuto da suo fratello, dieci anni prima: Tom, sul letto di morte, gli confessava quello che aveva fatto, gli chiedeva perdono ma gli chiedeva anche di non rivelare mai alla moglie Lillian la sua colpa. Grace, però, non si dà per vinta. Mette in atto una serie di manovre e di trame che porteranno alla fine alla riunione dei due vecchi innamorati.

## Produzione
Il film fu prodotto dalla Flying A (American Film Manufacturing Company).

## Distribuzione
Distribuito dalla Mutual, il film - un cortometraggio in due bobine - uscì nelle sale cinematografiche degli Stati Uniti il 2 febbraio 1914.